# Neudorf im Weinviertel
Neudorf im Weinviertel (bis 2019 Neudorf bei Staatz) ist eine Marktgemeinde mit 1348 Einwohnern (Stand 1. Jänner 2025) im Bezirk Mistelbach in Niederösterreich.

## Geografie
Neudorf im Weinviertel liegt im Hügelland des nordöstlichen Weinviertels in Niederösterreich etwa acht Kilometer östlich von Laa an der Thaya und  sechs Kilometer nördlich von Staatz. Die Fläche der Marktgemeinde umfasst 40,14 Quadratkilometer. Davon sind 76 Prozent landwirtschaftliche Nutzfläche, etwa 17 Prozent der Fläche sind bewaldet.

### Gemeindegliederung
Das Gemeindegebiet umfasst folgende vier Ortschaften (in Klammern Einwohnerzahl-Hauptwohnsitzer Stand 1. Jänner 2025):
- Kirchstetten (114)
- Neudorf im Weinviertel (1042)
- Rothenseehof (3) samt Rothensee
- Zlabern (189)

Die Gemeinde besteht aus vier Katastralgemeinden: Hausleitnerwald (ohne Einwohner), Kirchstetten, Neudorf und Zlabern.
Mit 1. März 2019 hat die Gemeinde erstmals Straßenbezeichnungen bekommen.
Mit 28. Mai 2019 wurde der Gemeindename von ursprünglich „Neudorf bei Staatz“ auf „Neudorf im Weinviertel“ rechtskräftig geändert.
Die Gemeinde gehört zur Kleinregion Land um Laa.

### Nachbargemeinden
| Hrabětice (CZ)   | Wildendürnbach                              |             |
| Laa an der Thaya | Kompassrose, die auf Nachbargemeinden zeigt | Falkenstein |
|                  | Staatz                                      | Poysdorf    |

## Geschichte

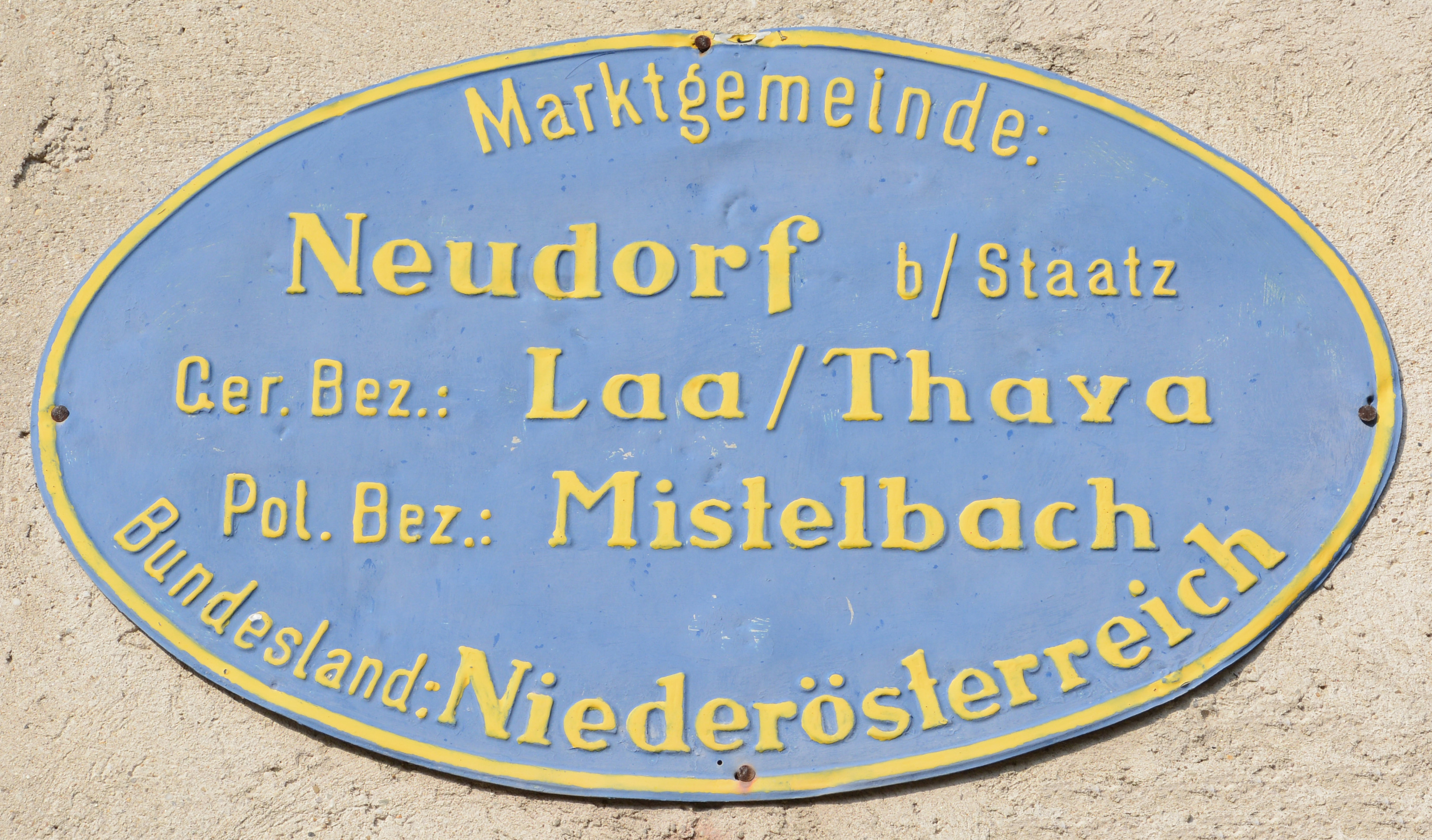
Alte Ortstafel

Die erste urkundliche Erwähnung erfolgte um das Jahr 1190. Das Marktrecht erhielt Neudorf 1508.
In den letzten Tagen des Zweiten Weltkriegs, zwischen 17. April und 8. Mai 1945, wurde Neudorf Schauplatz heftiger und wechselvoller Kämpfe zwischen Truppen der Wehrmacht und der Roten Armee. Am 20. April drangen die Sowjets in den Ort ein, wurden jedoch zwei Tage später von den deutschen Truppen vorübergehend zurückgeworfen, woraufhin Neudorf von der Zivilbevölkerung geräumt wurde. Neben Verlusten an Zivilisten gab es auch große Gebäudeschäden, welche auch durch Luftangriffe verursacht wurden. Die Ortschaft Zlabern wurde durch einen Luftangriff stark zerstört. Kriegsverbrechen an der Zivilbevölkerung von Zlabern wie Vergewaltigungen und Morde, auch und vor allem nach der Kapitulation der Wehrmacht am 8. Mai 1945, sind bezeugt.

### Einwohnerentwicklung
Nach dem starken Rückgang der Bevölkerungszahl bis zum Ende des 20. Jahrhunderts hat sich diese stabilisiert. Grund dafür war die positive Geburtenbilanz bei ausgeglichener Wanderungsbilanz.
| Neudorf im Weinviertel: Einwohnerzahlen von 1869 bis 2025 | Neudorf im Weinviertel: Einwohnerzahlen von 1869 bis 2025 | Neudorf im Weinviertel: Einwohnerzahlen von 1869 bis 2025 | Neudorf im Weinviertel: Einwohnerzahlen von 1869 bis 2025 | Neudorf im Weinviertel: Einwohnerzahlen von 1869 bis 2025 |
| --------------------------------------------------------- | --------------------------------------------------------- | --------------------------------------------------------- | --------------------------------------------------------- | --------------------------------------------------------- |
| Jahr                                                      |                                                           |                                                           |                                                           | Einwohner                                                 |
| 1869                                                      | 1869                                                      |                                                           | 1.834                                                     | 1.834                                                     |
| 1880                                                      | 1880                                                      |                                                           | 1.949                                                     | 1.949                                                     |
| 1890                                                      | 1890                                                      |                                                           | 1.964                                                     | 1.964                                                     |
| 1900                                                      | 1900                                                      |                                                           | 2.196                                                     | 2.196                                                     |
| 1910                                                      | 1910                                                      |                                                           | 2.132                                                     | 2.132                                                     |
| 1923                                                      | 1923                                                      |                                                           | 2.124                                                     | 2.124                                                     |
| 1934                                                      | 1934                                                      |                                                           | 2.123                                                     | 2.123                                                     |
| 1939                                                      | 1939                                                      |                                                           | 1.997                                                     | 1.997                                                     |
| 1951                                                      | 1951                                                      |                                                           | 1.886                                                     | 1.886                                                     |
| 1961                                                      | 1961                                                      |                                                           | 1.646                                                     | 1.646                                                     |
| 1971                                                      | 1971                                                      |                                                           | 1.524                                                     | 1.524                                                     |
| 1981                                                      | 1981                                                      |                                                           | 1.402                                                     | 1.402                                                     |
| 1991                                                      | 1991                                                      |                                                           | 1.286                                                     | 1.286                                                     |
| 2001                                                      | 2001                                                      |                                                           | 1.345                                                     | 1.345                                                     |
| 2011                                                      | 2011                                                      |                                                           | 1.425                                                     | 1.425                                                     |
| 2021                                                      | 2021                                                      |                                                           | 1.394                                                     | 1.394                                                     |
| 2025                                                      | 2025                                                      |                                                           | 1.348                                                     | 1.348                                                     |
| Quelle(n): Statistik Austria, Gebietsstand 1.1.2021       |                                                           |                                                           |                                                           |                                                           |

## Kultur und Sehenswürdigkeiten
- Schloss Kirchstetten

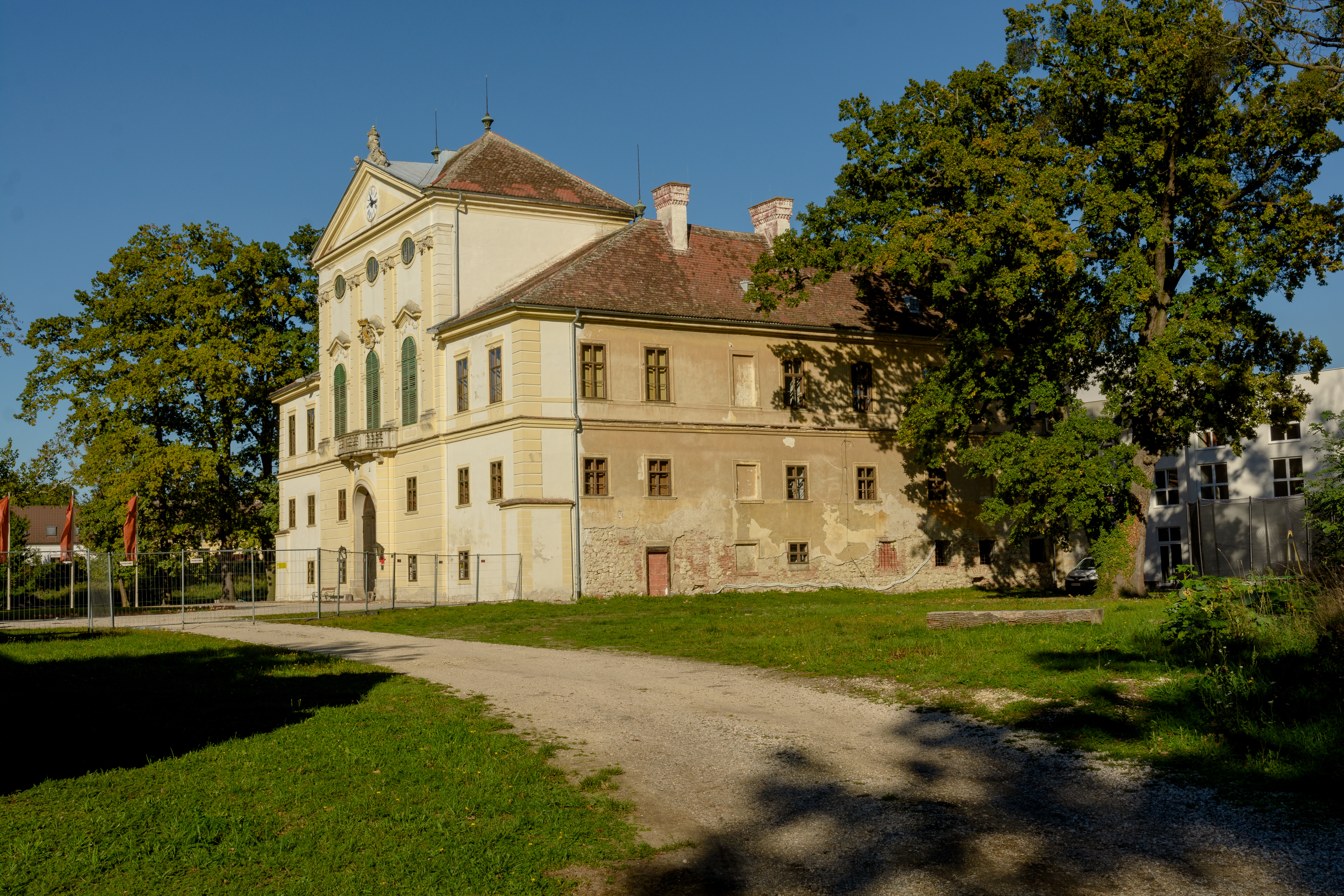
Schloss Kirchstetten

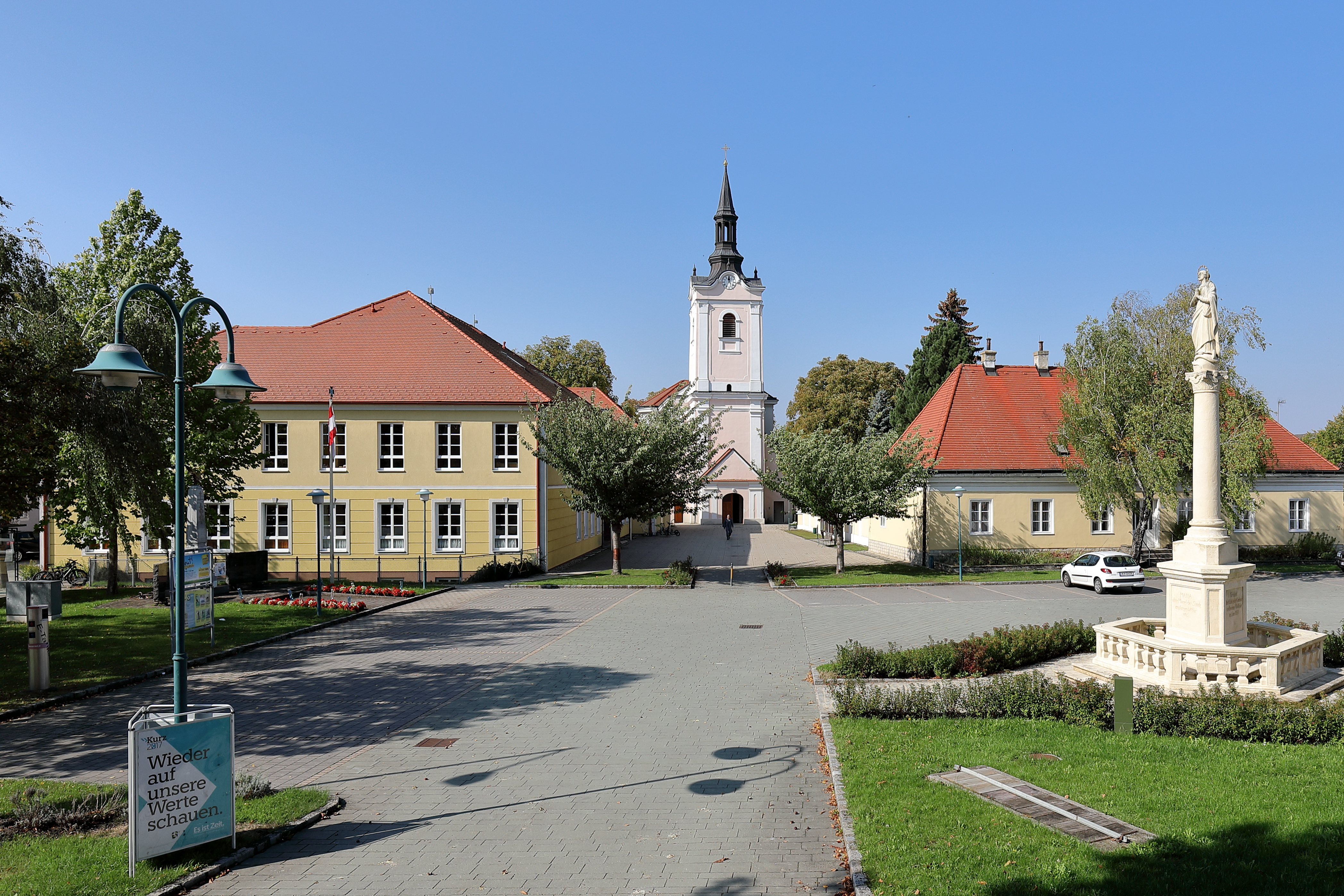
Pfarrkirche Neudorf im Weinviertel

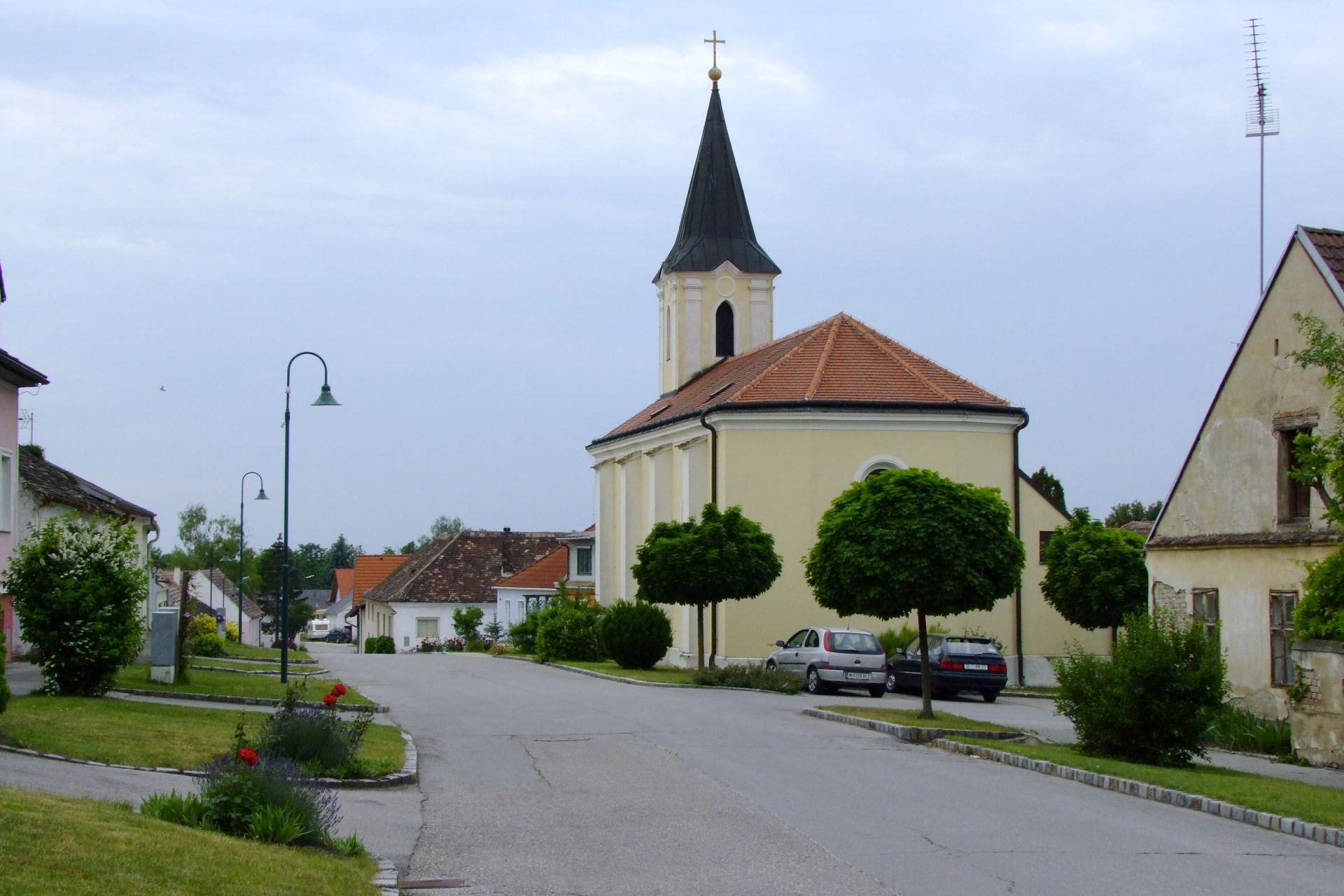
Pfarrkirche Zlabern

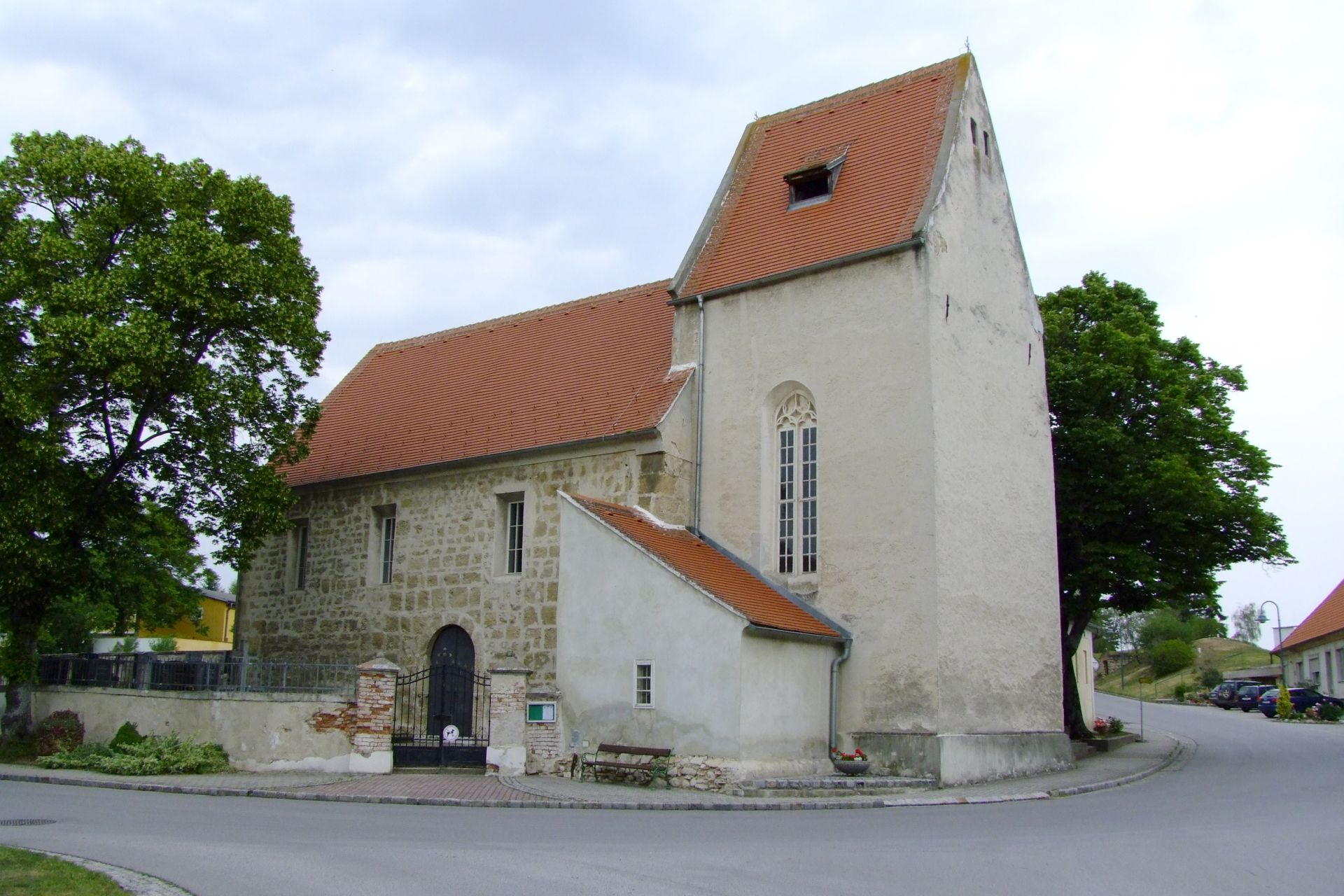
Filialkirche Kirchstetten

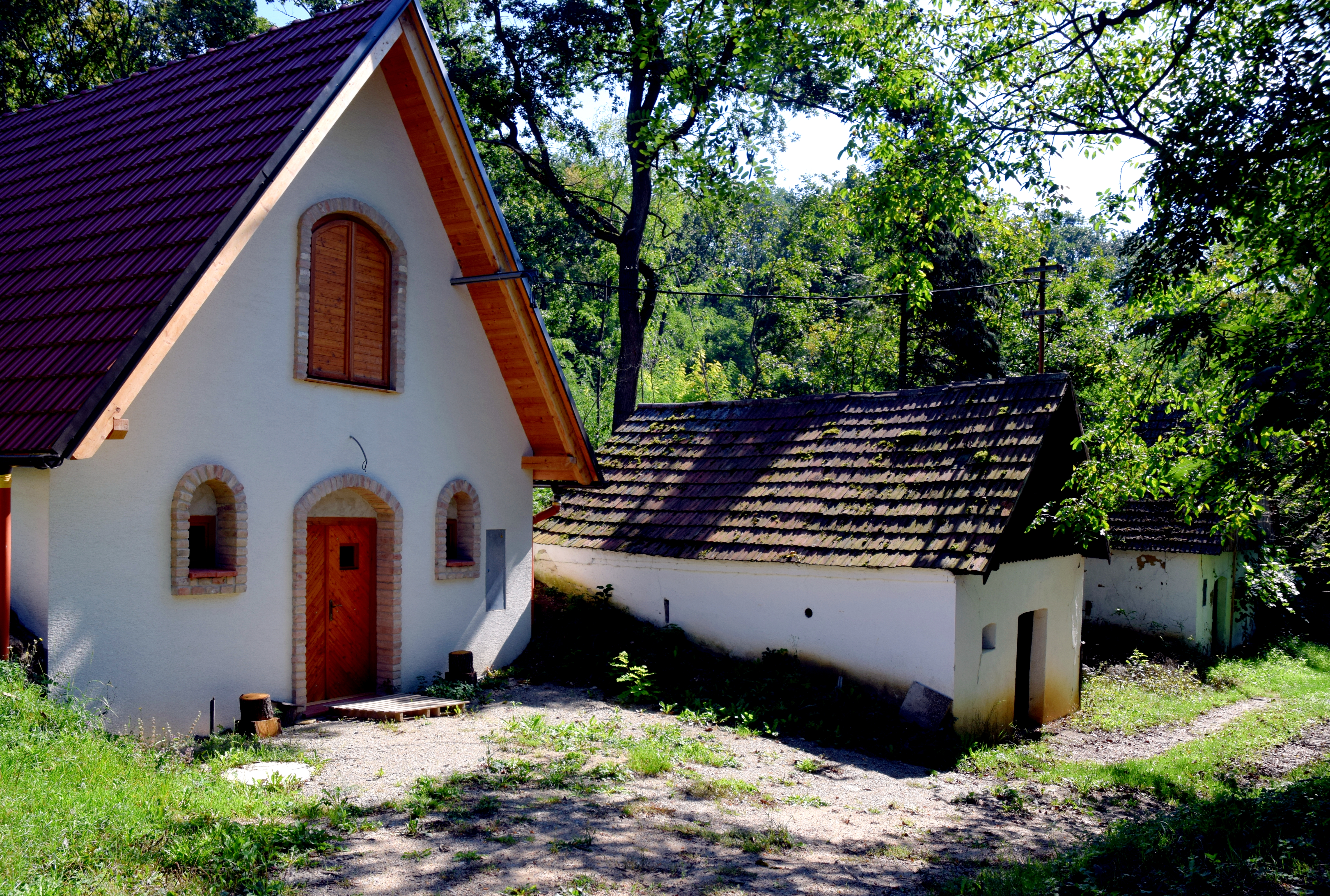
Kellergasse in Zlabern

- Katholische Pfarrkirche Neudorf im Weinviertel hl. Nikolaus
- Katholische Pfarrkirche Zlabern hl. Antonius von Padua
- Katholische Filialkirche Kirchstetten Hl. Geist

## Wirtschaft und Infrastruktur
Im Jahr 2001 gab es 33 nichtlandwirtschaftliche Arbeitsstätten, nach der Erhebung 1999 gab es 93 land- und forstwirtschaftliche Betriebe. Nach der Volkszählung 2001 betrug die Zahl der Erwerbstätigen am Wohnort 622, die Erwerbsquote lag 2001 bei 47 %. Neudorf im Weinviertel war Produktionsstandort für Photovoltaikmodule.

### Verkehr
- Bahn: Der Haltepunkt Rothenseehof lag an der Bahnstrecke Novosedly–Zellerndorf.

### Bildung
In der Gemeinde gibt es einen Kindergarten und eine Sportvolksschule.

## Politik

### Gemeinderat
Der Gemeinderat hat 19 Mitglieder.
- Mit den Gemeinderatswahlen in Niederösterreich 1990 hatte der Gemeinderat folgende Verteilung: 11 ÖVP, 5 SPÖ und 3 Sonstige.
- Mit den Gemeinderatswahlen in Niederösterreich 1995 hatte der Gemeinderat folgende Verteilung: 9 ÖVP, 5 Bürgerliste Neudorf-Kirchstetten-Zlabern und 5 SPÖ.[11]
- Mit den Gemeinderatswahlen in Niederösterreich 2000 hatte der Gemeinderat folgende Verteilung: 11 ÖVP und 8 SPÖ.[12]
- Mit den Gemeinderatswahlen in Niederösterreich 2005 hatte der Gemeinderat folgende Verteilung: 11 ÖVP und 8 SPÖ.[13]
- Mit den Gemeinderatswahlen in Niederösterreich 2010 hatte der Gemeinderat folgende Verteilung: 11 ÖVP und 8 SPÖ.[14]
- Mit den Gemeinderatswahlen in Niederösterreich 2015 hatte der Gemeinderat folgende Verteilung: 11 ÖVP und 8 SPÖ.[15]
- Mit den Gemeinderatswahlen in Niederösterreich 2020 hat der Gemeinderat folgende Verteilung: 11 ÖVP, 5 SPÖ und 3 FPÖ.[16]
- Mit den Gemeinderatswahlen in Niederösterreich 2025 hat der Gemeinderat folgende Verteilung: 11 ÖVP, 4 FPÖ und 4 SPÖ.

### Bürgermeister
- bis 2009 Günter Gartner (ÖVP)
- 2009–2015 Karl Krückl (ÖVP)
- 2015–2020 Ernestine Rauscher (ÖVP)
- seit 2020 Stephan Gartner (ÖVP)[17]

### Wappen
Im Jahr 1986 wurde der Gemeinde folgendes Wappen verliehen: In einem von Rot auf Blau erniedrigt geteilten Schild oben ein goldener Schrägrechtsbalken, belegt mit einem schwarzen Marktrichterschwert.
Die Gemeindefarben sind Rot-Gold-Blau. Das Rot steht für das einstige Kampfgebiet, Gold für das fruchtbare Ackerland und Blau für die Quellgebiete in Kirchstetten und Zlabern.

## Persönlichkeiten

### Söhne und Töchter der Gemeinde
- Karl Garnhaft (1836–1903), Bäcker, Landwirt und Politiker, Mitglied des Abgeordnetenhauses 1885–1897[19]
- Godfried Marschall (1840–1911), Generalvikar und Weihbischof der Erzdiözese Wien
- Reinhard Wegerth (* 1950), Schriftsteller